# 長崎港

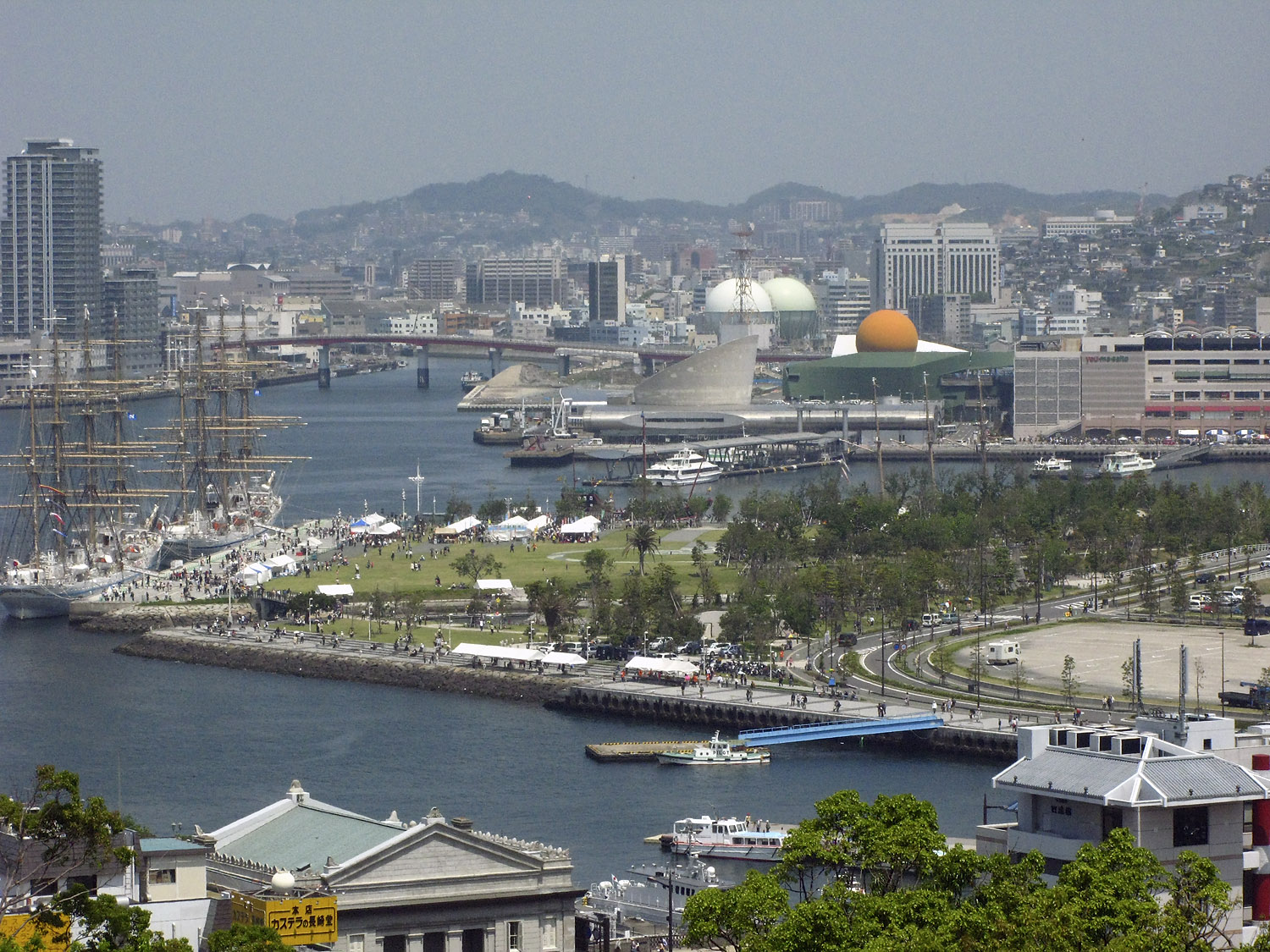
長崎水辺の森公園

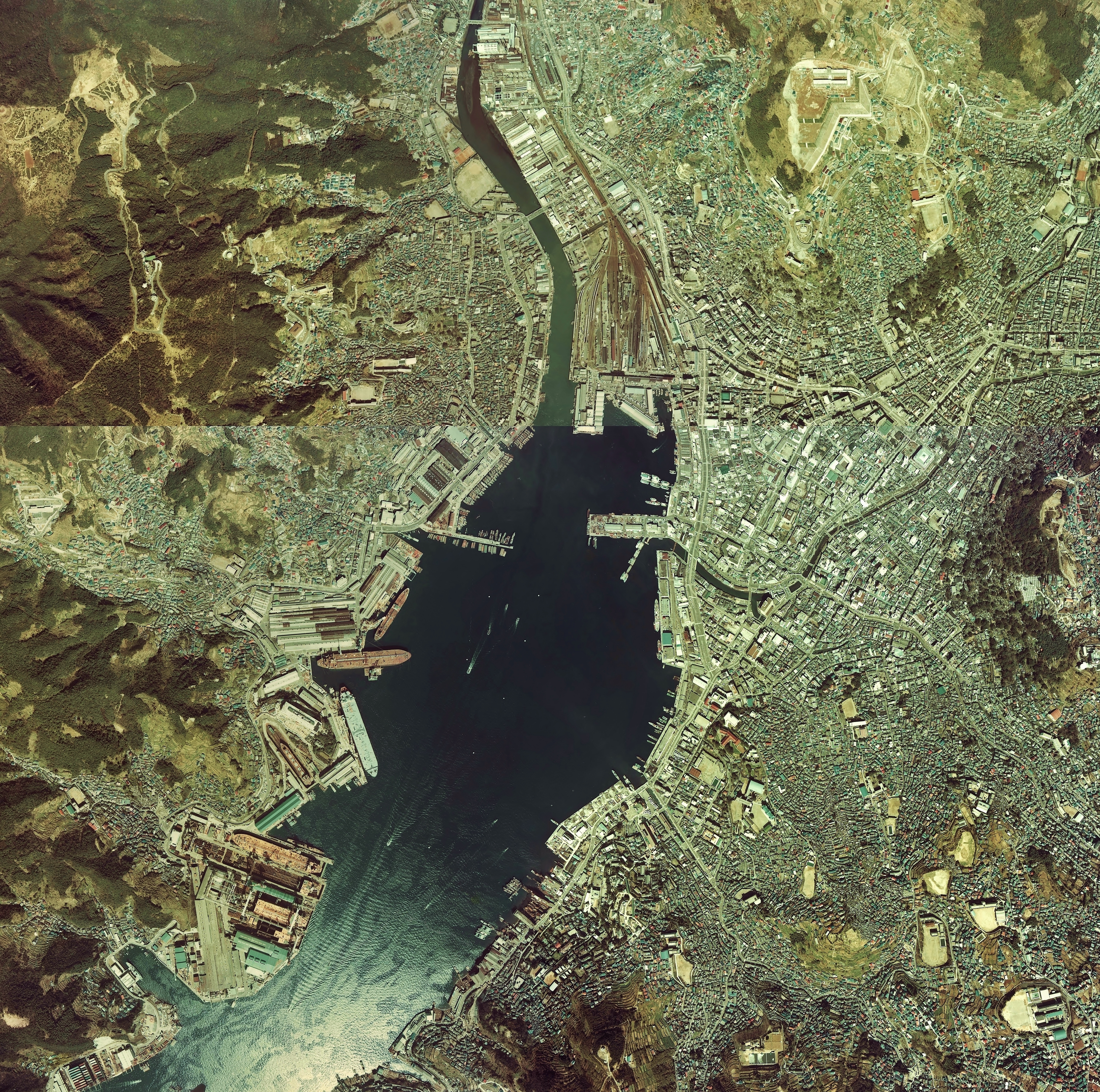
長崎港周辺の空中写真。港の西岸（左側）には造船所のドックが多数あり、対する東岸（右側）は丘陵上まで家屋が密集した市街地が形成されている様子が分かる。
1974年撮影の8枚を合成作成。
。

長崎港（ながさきこう）は、長崎県長崎市に位置する港湾。港湾管理者は長崎県。港湾法上の重要港湾、港則法上の特定港に指定されている。関税法上は三重式見港の港域を統合した長崎三重式見港として開港に指定されている。

## 概要
港を上空から見ると、鶴が羽を広げたような形に見えることから「鶴の港」とも呼ばれる。江戸時代は「鎖国」体制の下にあって江戸幕府が西洋（オランダ）・中国向けに唯一公認した国際貿易港として栄え（長崎貿易）、明治以降は上海への航路の発地として貿易や旅客の行き来が盛んになった。
現在では、港町・長崎の玄関口として、また離島の多い長崎県の交通の要衝であり港中心部の再開発も進んでいる。
一帯は2018年（平成30年）7月28日にみなとオアシスに登録していて、松が枝国際ターミナルビルを代表施設とするみなとオアシスNAGASAKIとして観光拠点ともなっている。松が枝国際観光船埠頭が、2011年度グッドデザイン賞受賞。また出島ハーバーはながさき・でじま海の駅として海の駅にも登録されている。

## 主な施設・地区
- 長崎港大波止ターミナルビル（元船地区）

五島列島や伊王島、高島などへの定期旅客船が発着する。
- 長崎出島ワーフ（常磐・出島地区）

展望デッキやレストラン等が立ち並ぶ複合商業施設。
- 長崎水辺の森公園（常磐・出島地区）
- 松が枝国際観光船ふ頭・松が枝国際ターミナル（松ヶ枝地区）

国際クルーズ客船が接岸する。2010年には入管・税関機能を持った松が枝国際ターミナルビルが完成した。また、2012年には北隣に松が枝国際ターミナル第二ビルが完成した。
- 女神大橋（女神地区）
- 三菱重工業長崎造船所（立神地区）
- 小ヶ倉柳外貿ふ頭（小ヶ倉地区）

長崎県内で唯一の定期コンテナ航路を持つ埠頭。
- 小ヶ倉柳国際ターミナル(小ヶ倉地区)松が枝国際ターミナルに客船入港時には上海航路のオーシャンローズがこちらのターミナルに入港する。

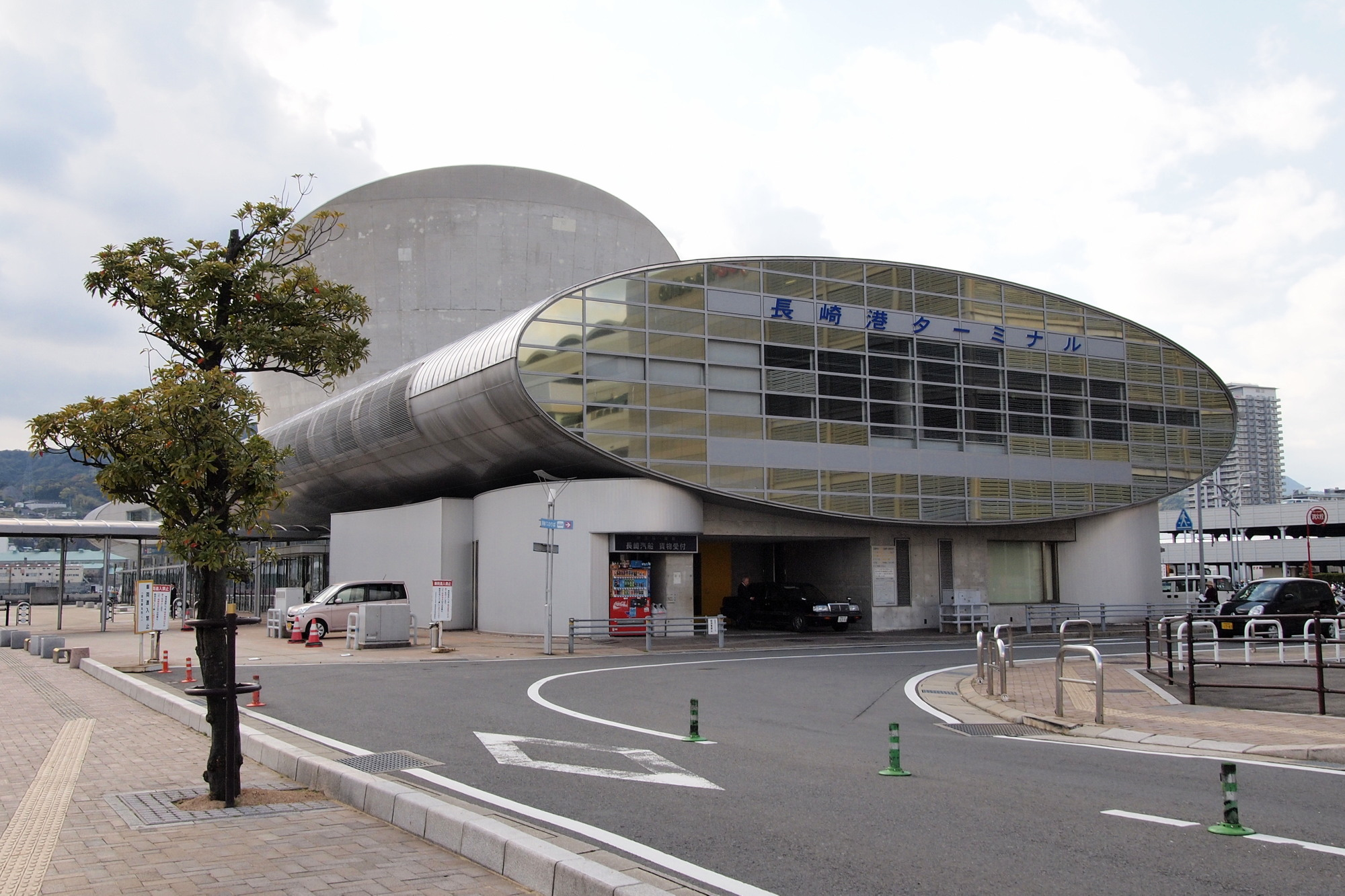
長崎港ターミナルビル
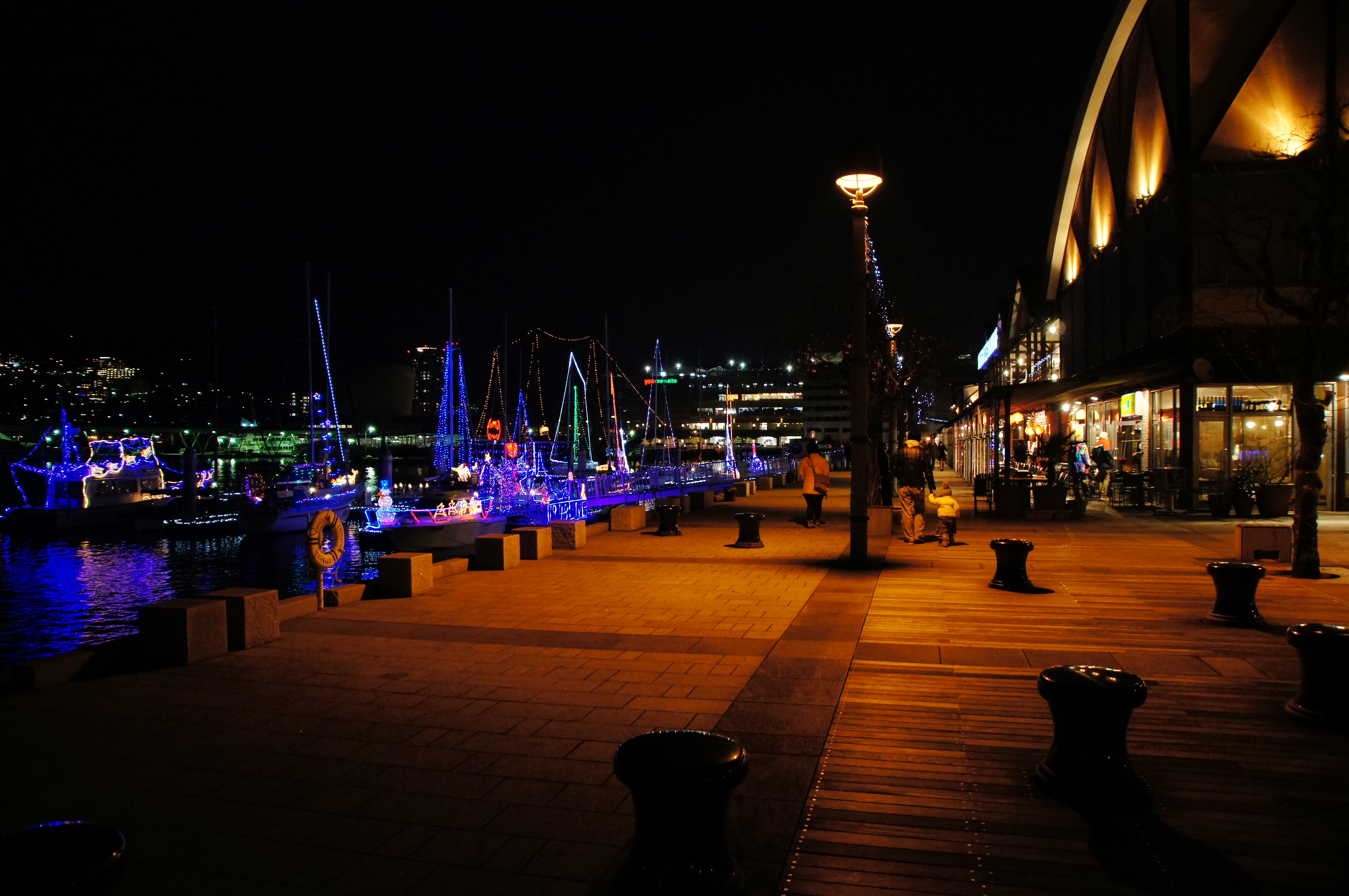
出島ワーフ
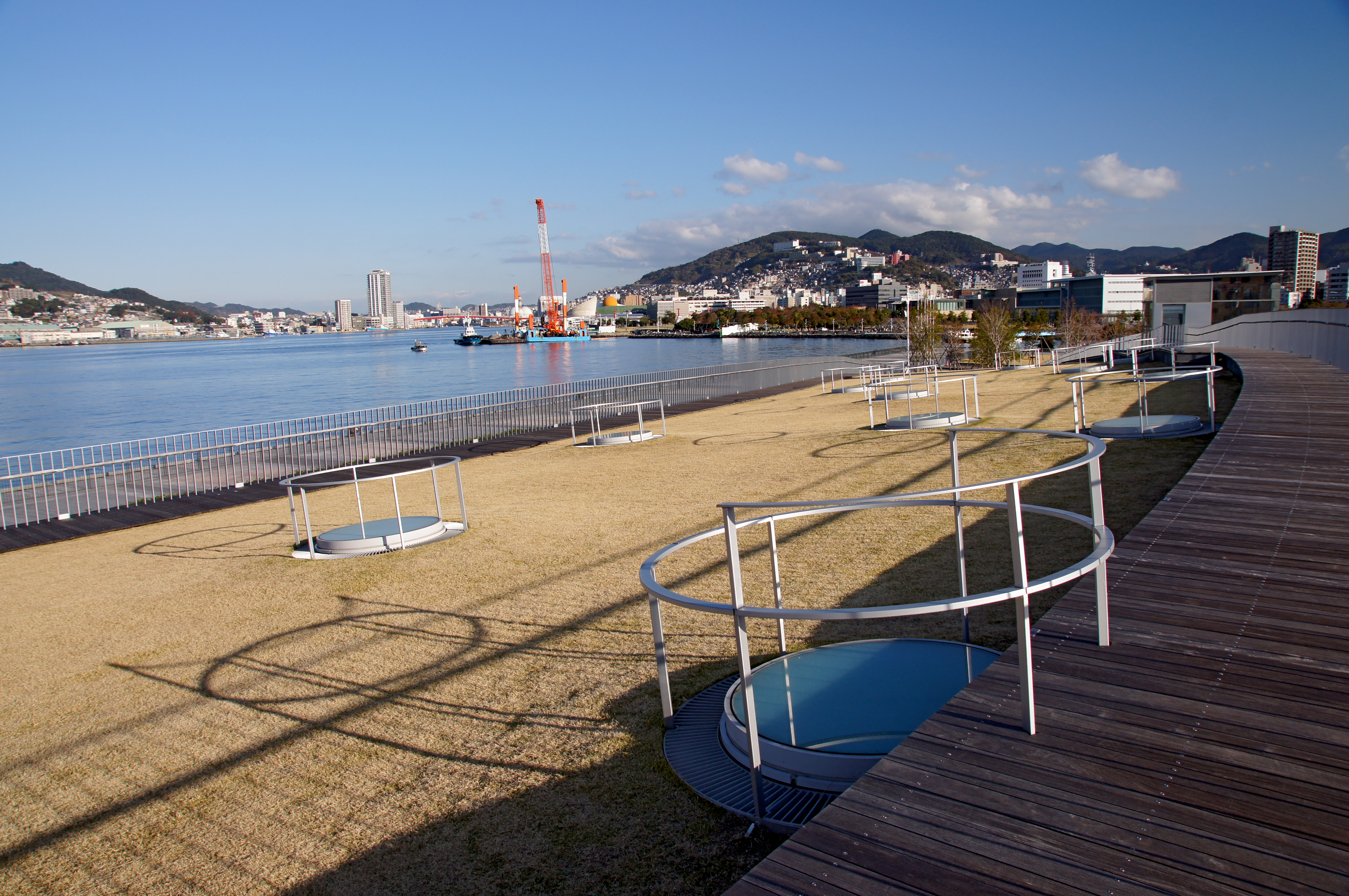
松が枝国際観光船ふ頭
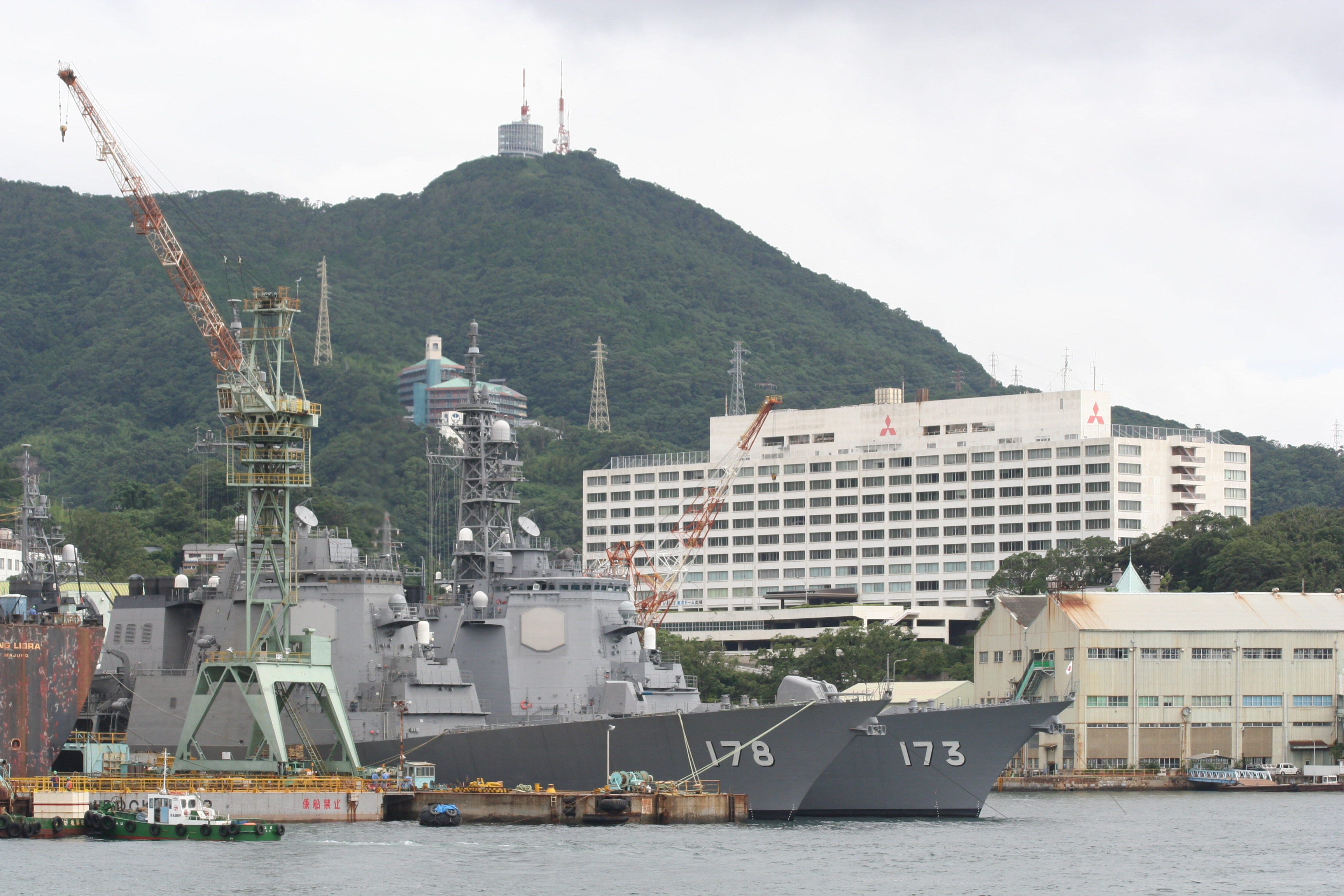
三菱重工業長崎造船所

## 航路

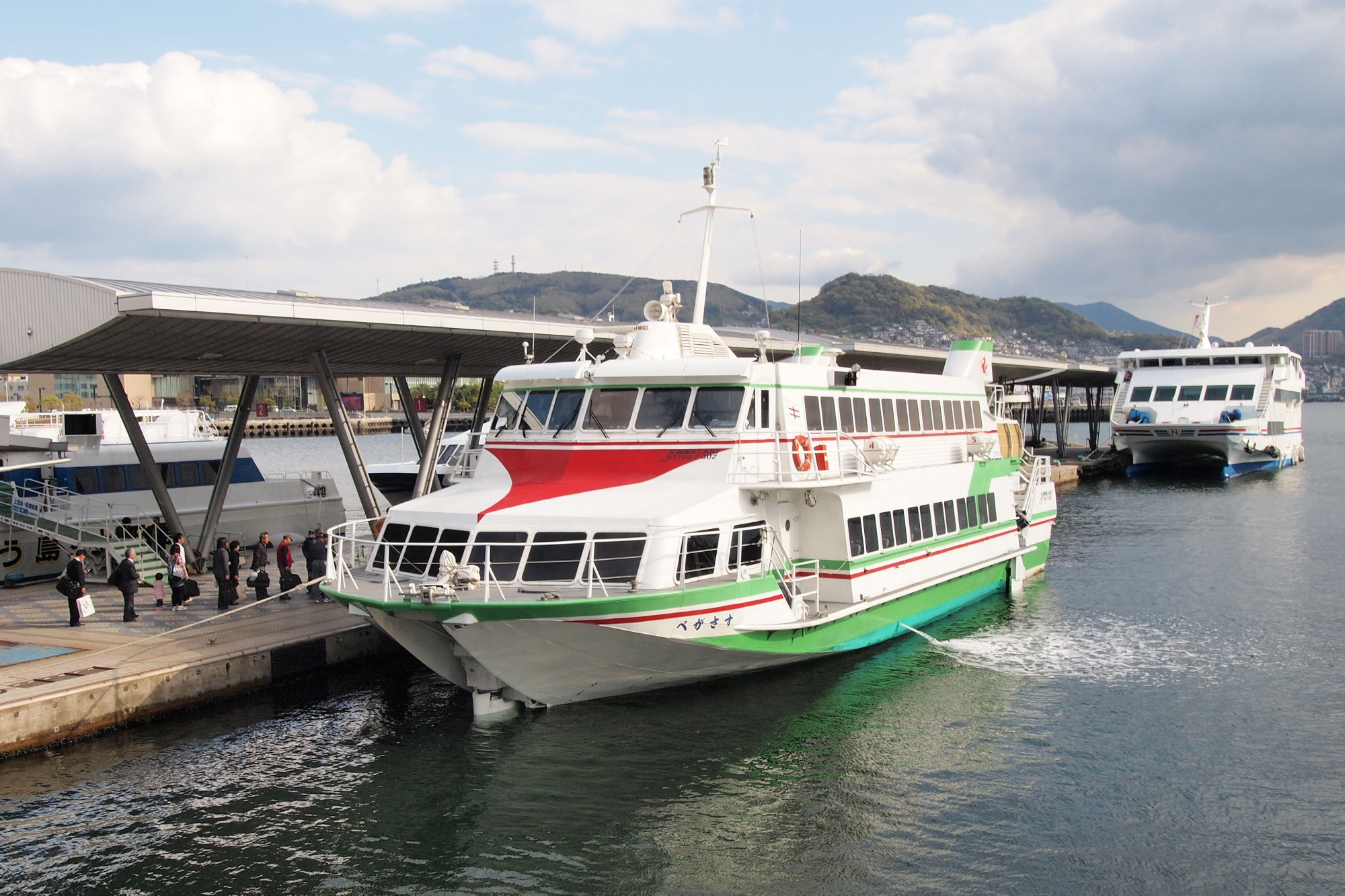
出発を待つ九州商船の高速船

### 旅客航路
- 九州商船
  - フェリー
    - 福江港（五島市）- 奈良尾港（新上五島町） - 長崎港
    - 長崎港 - 福江港 - 奈留島（五島市） - 奈良尾港 - 長崎港
    - 長崎港 - 奈良尾港 - 福江港
    - 長崎港 - 福江港

  - 高速船（ジェットフォイル）
    - 長崎港 - 福江港 - 奈良尾港 - 長崎港
    - 長崎港 - 有川港：2025年8月25日から1年間全便運休とすることを九州運輸局に届け出ている[2]。

  - 高速船
- 五島産業汽船
  - 長崎港 - 鯛之浦（新上五島町）
- 野母商船
  - 長崎港 - 香焼：三菱重工業長崎造船所香焼工場への通勤者専用航路。
- 長崎汽船
  - 長崎港 - 伊王島 - 高島：一部は神の島に寄港。
- 高島海上交通
  - 長崎港 - 伊王島 - 高島
- 五島汽船
  - 長崎港 - 福江港

### クルーズ
- やまさ海運
  - 軍艦島
  - 長崎港内

### 外貿コンテナ航路
- 高麗海運
  - 釜山（韓国）

## 港勢
下記のデータは2006年時点のもの。

### 船舶乗船人員
- 1,185千人

### 海上出入
- 貨物量
  - 総貨物量:2,935千トン
  - 外国貿易
    - 輸出：146,492トン
    - 輸入：354,675トン

  - 内国貿易
    - 移出：606,012トン
    - 移入：1,828,132トン

## 歴史

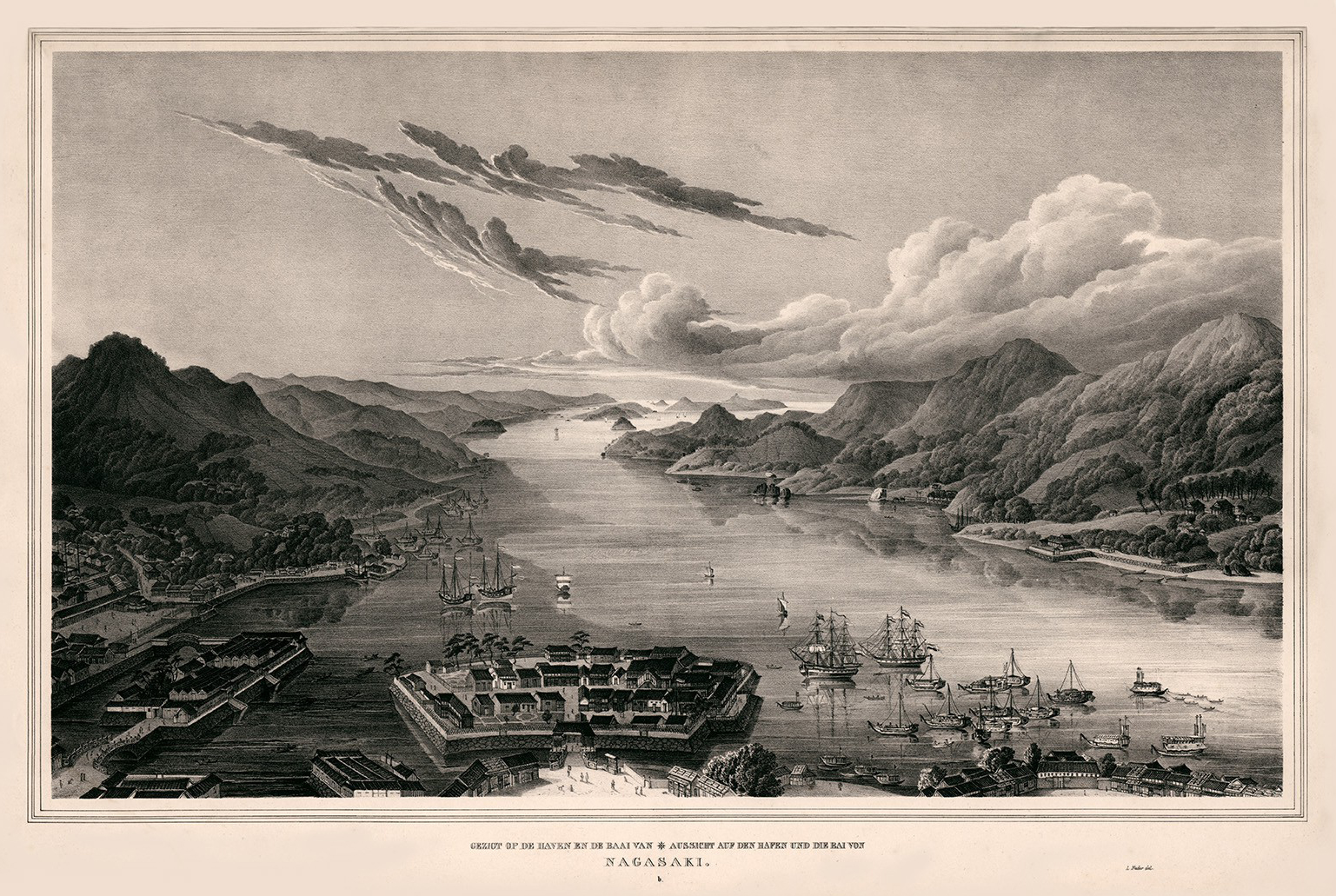
江戸時代の銅板図に描かれた長崎港
中央下に出島、左下に新地 が確認できる

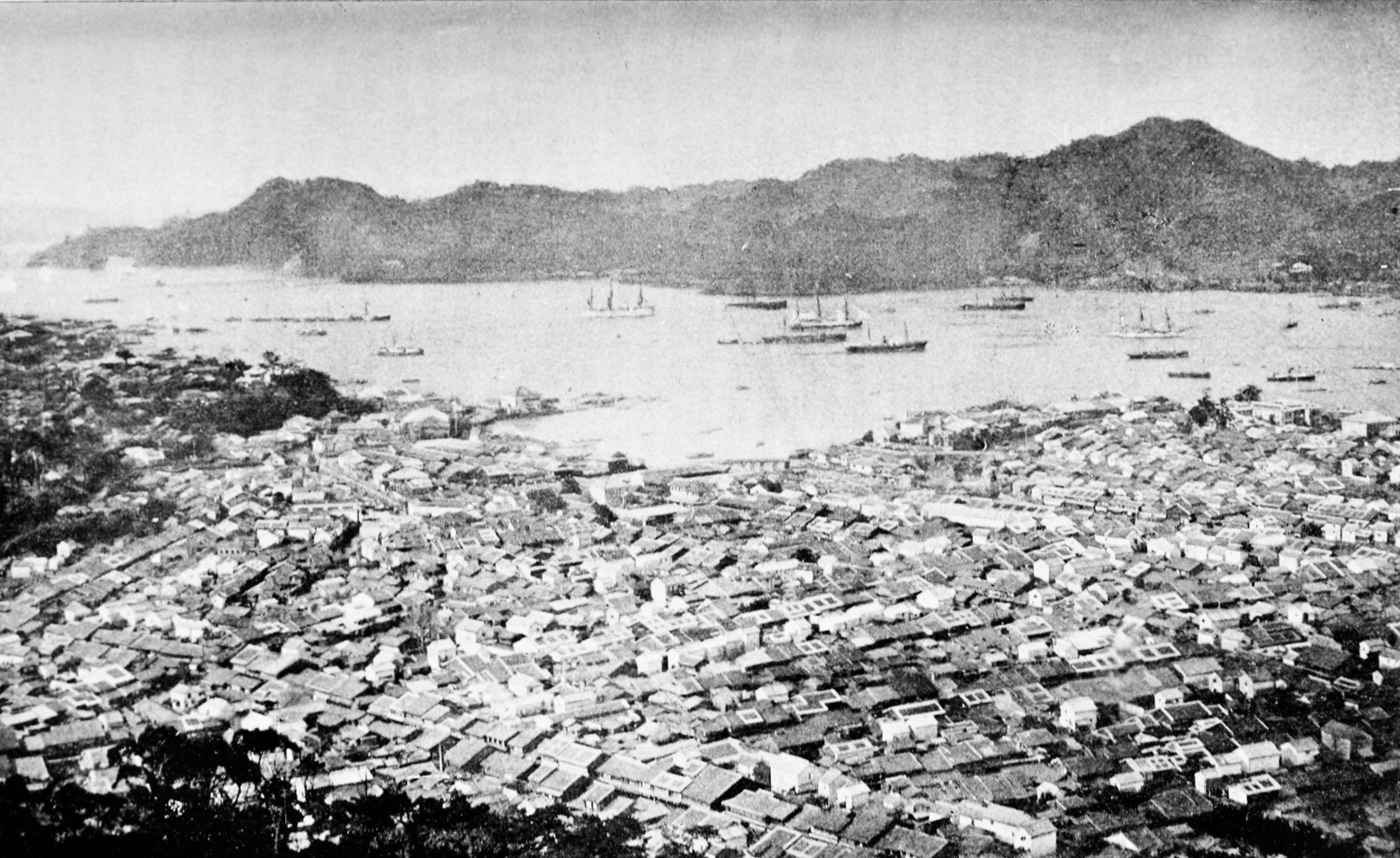
1890年（明治23年）の長崎港と市街地

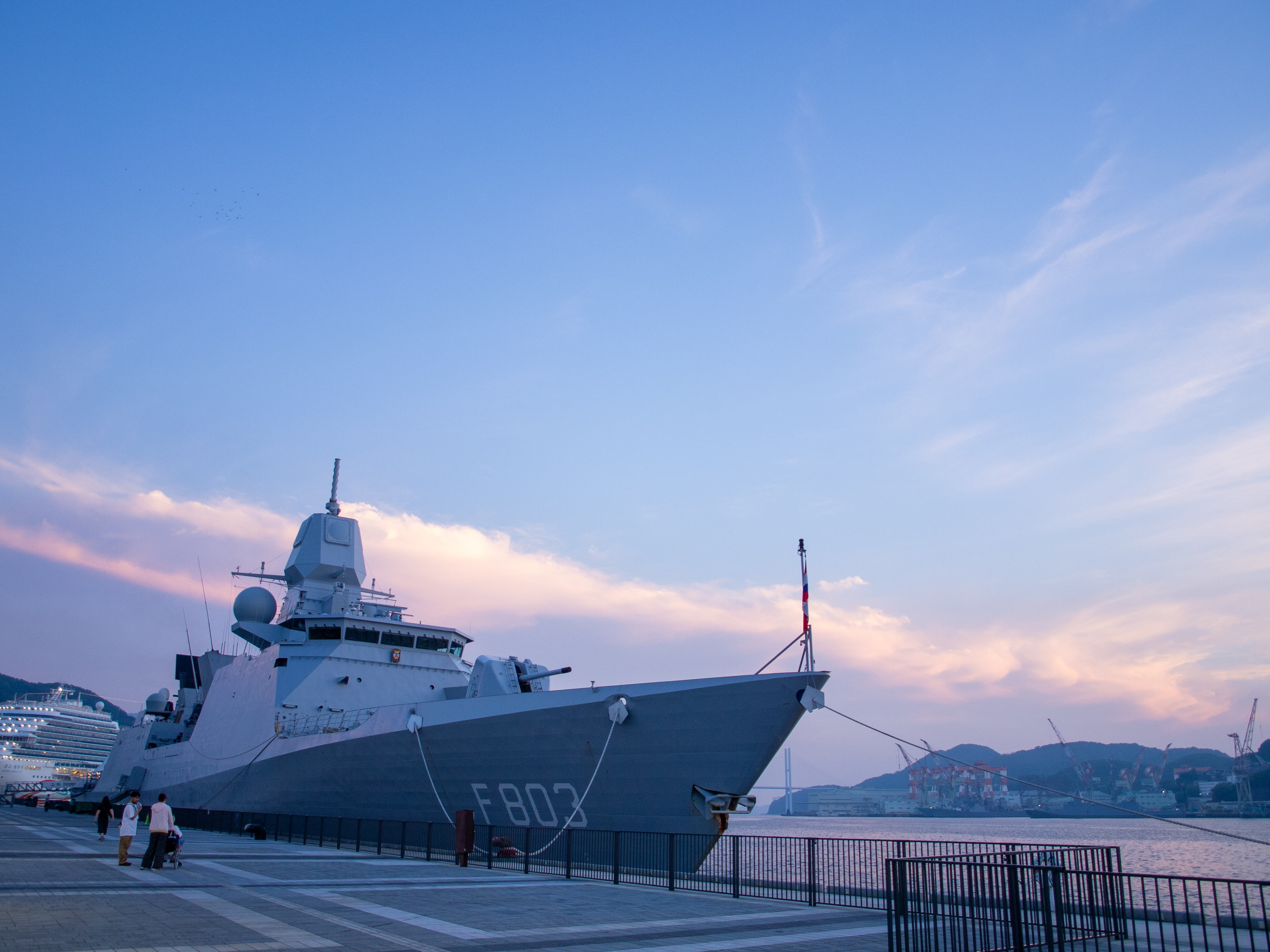
日蘭国交425周年を翌年に控えた2024年に、由縁ある出島埠頭に入港したオランダ海軍フリゲート「トロンプ」

- 1570年 - 大村純忠がポルトガルとの新たな貿易港を長崎とする協定をイエズス会と交わす。
- 1571年 - ポルトガル船が長崎に初入港。
  - 1930年（昭和5年）に開港年を1571年とした[3]。
- 1588年4月27日（天正16年4月2日） - 豊臣秀吉が鍋島直茂を長崎代官に任命する。
  - 1930年（昭和5年）に開港記念日を4月27日とした[3]。
- 1636年（寛永13年） - 港内に出島を築造。
- 1857年（安政4年） - 幕府が長崎鎔鉄所を設置。現在の三菱重工業長崎造船所の前身。
- 1859年7月1日（安政6年6月2日） - 函館港・横浜港とともに開港場となり、湊会所（現在の長崎税関の前身）を置く。
- 1930年（昭和5年）3月19日 - 長崎港駅開業。上海航路に接続する、門司駅（現・門司港駅）からの直通列車運行開始（長崎港駅は戦時中に休止、1987年（昭和62年）廃止）。
- 1942年（昭和17年） - 三菱重工長崎造船所で戦艦「武蔵」竣工。
- 1986年（昭和61年） - ナガサキ・アーバンルネッサンス2001構想がスタート。
- 1989年（平成元年） - 漁港機能を長崎市畝刈・三重地区に移転（新長崎漁港）。
- 1994年（平成6年）12月30日 - 関税法上の長崎港に三重式見港の港域を統合し、長崎三重式見港に改称。
- 1997年（平成9年） - 波浪貫通型 双胴船の高速フェリー「シーバード」が串木野航路へ就航[4]。
- 2002年（平成14年）10月1日 - 三菱重工長崎造船所で建造中の豪華客船「ダイヤモンド・プリンセス（現サファイア・プリンセス）」で火災、半焼して19時間後に鎮火。
- 2004年（平成16年）3月27日 - 長崎水辺の森公園供用開始。
- 2005年（平成17年）12月11日 - ながさき女神大橋道路開通。
- 2009年（平成21年）3月5日 - 松が枝地区の10万総トン級客船対応岸壁（-12m）が供用開始。（クイーン・ヴィクトリア　入港）
- 2010年（平成22年）3月26日 - 松が枝国際ターミナル供用開始。（「サン・プリンセス」入港）
- 2012年（平成24年）8月9日 - 松が枝国際ターミナル第二ビル供用開始。（「ボイジャー・オブ・ザ・シーズ」入港）
- 2020年（令和2年）4月20日 - 物資補給と営繕のため停泊中の「コスタ・アトランチカ」乗員に新型コロナウイルス感染のクラスターが発生。5月31日出港まで支援[5]。
- 2024年（令和6年）6月10日 - 2025年に日本とオランダの国交開始425周年となることから、オランダ海軍のフリゲート「トロンプ」が由縁ある出島埠頭（長崎水辺の森公園）に入港した[6]。

### 上海航路
1923年（大正12年）、長崎・上海間に上海連絡船定期航路が開かれた。就航の第一船は日本郵船の貨客船「長崎丸」で、翌月には同型姉妹船「上海丸」が就航した。当時長崎 - 東京は汽車で36時間を要していたが、同航路は約26時間で連絡していた。
1930年（昭和5年）には長崎駅から出島岸壁に至る臨港線が完成し、長崎港駅が開設された。「下駄を履いて上海へ」と言われるほど、市民にとって上海は身近な存在だった。
1942年（昭和17年）、長崎丸が長崎港外で浮遊機雷に触れ沈没。翌年には上海丸も揚子江口で輸送船と衝突して沈没し、上海航路は幕を閉じた。
1994年（平成6年）にはハヤシマリンカンパニーと中国の合弁会社により戦後初めて復活し、1996年には貨客船からフェリー形の船舶に変更されたが1997年に利用客数の低迷により廃止された。
2012年（平成24年）2月29日にはHTBクルーズにより再度復活した。当初は暫定的に週2便の運航を行い、濃霧などによる遅れの場合、折り返し運転のための時間が必要な分取れないため、週1便の運航となる。2012年6月頃の改装後は一週間に複数便を運航する予定とした。その後尖閣諸島に端を発した日中関係の悪化により2012年10月13日で年内運航休止・2013年1月に無期限休止を発表し使用船は海外へリースされた。

## イベント

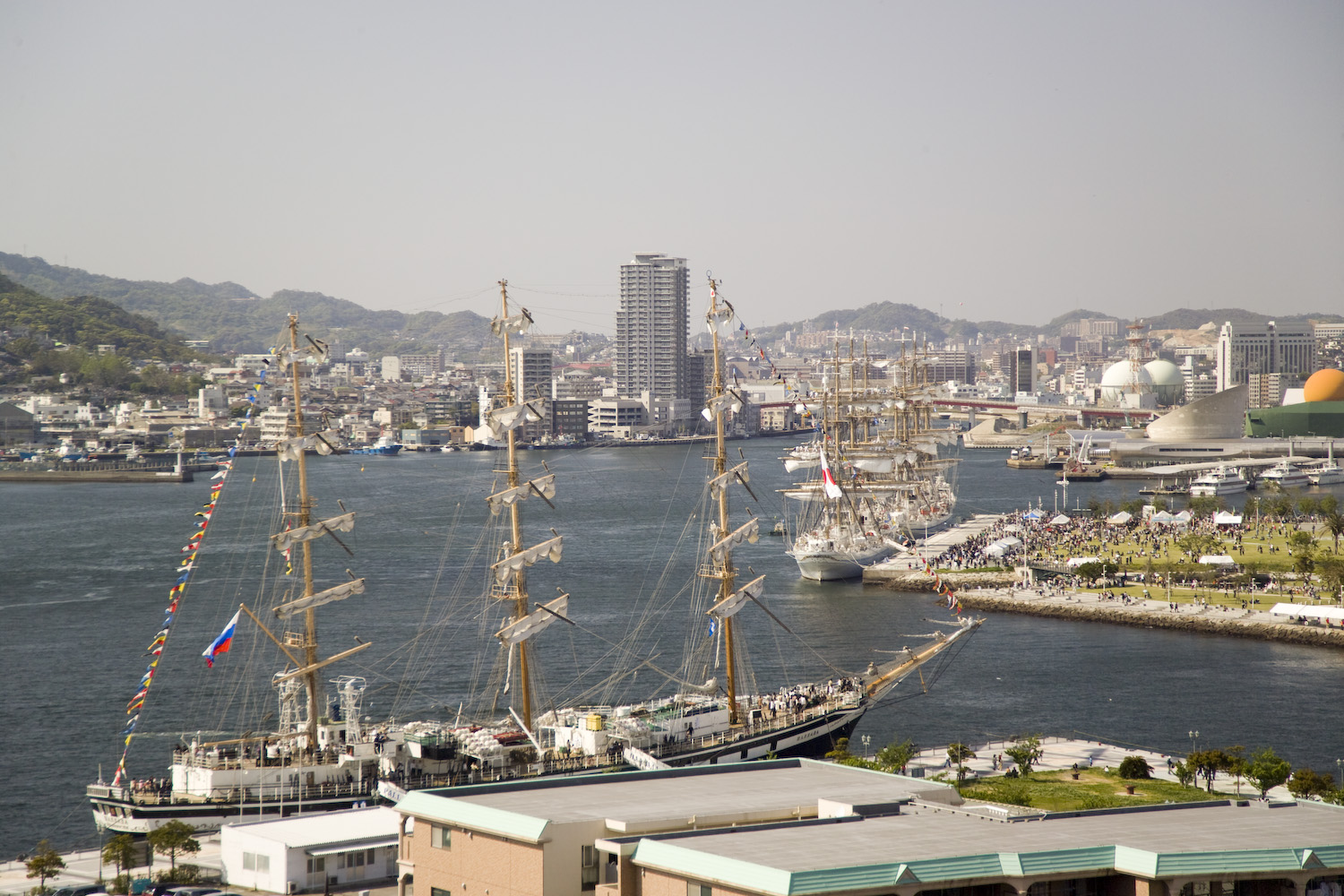
「長崎帆船まつり」時の港内

- 長崎帆船まつり
- 長崎ペーロン選手権大会
- ながさきみなとまつり

## 関連文献
- 岡林隆敏、吉田優「長崎港の埋立と近代都市の形成」『土木史研究』第12巻、土木学会、1992年、295-304頁、doi:10.2208/journalhs1990.12.295。